# Nando De Colo

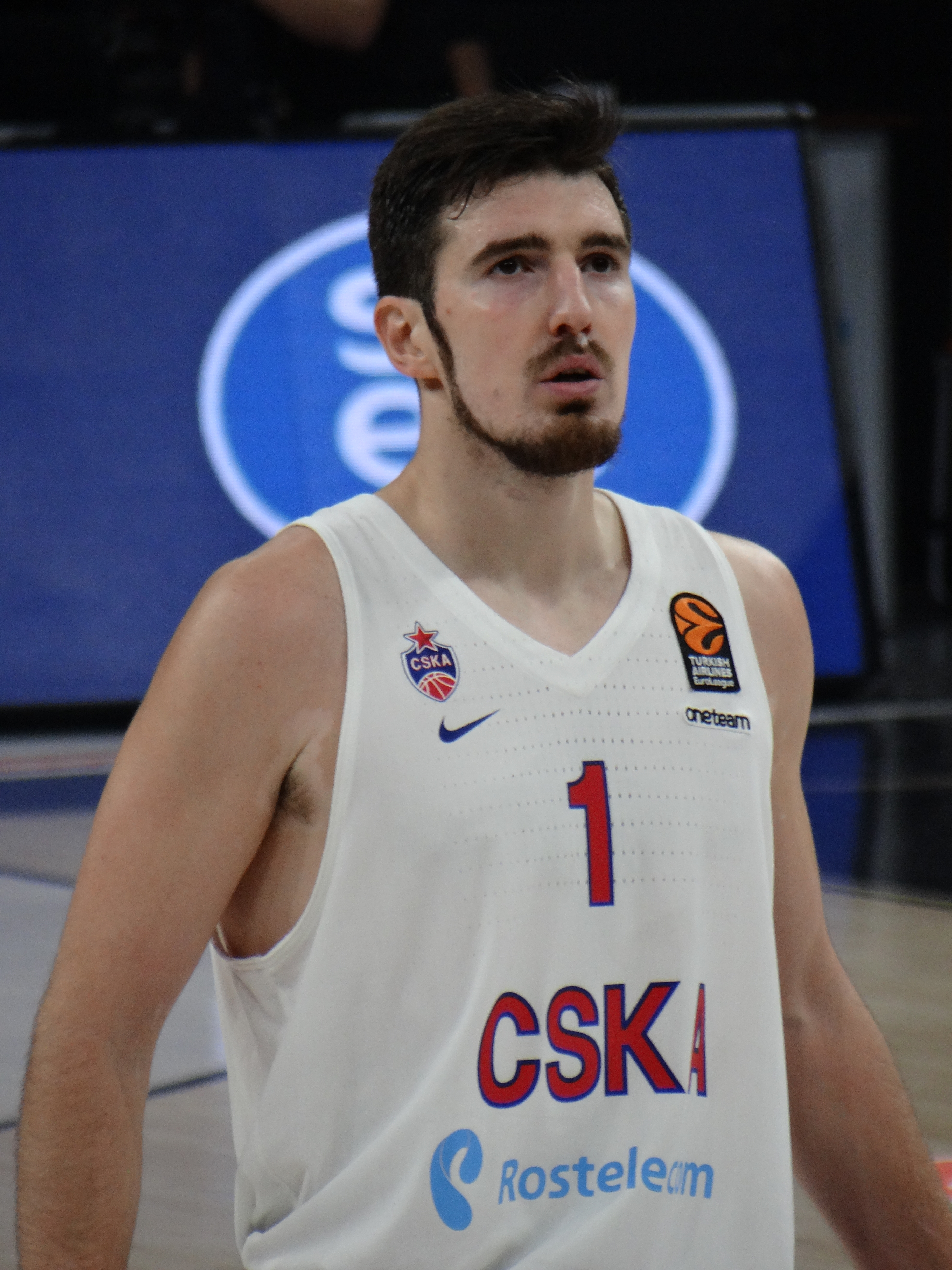

Nando De Colo (ur. 23 czerwca 1987 w Sainte Catherine) – francuski koszykarz, występujący na pozycji rozgrywającego lub rzucającego obrońcy, reprezentant Francji, obecnie zawodnik Fenerbahce Stambuł.
Uznany MVP meczu gwiazd 2008 ligi francuskiej. Został wybrany z numerem 53 w drugiej rundzie Draftu NBA 2009 przez San Antonio Spurs, lecz pozostał w Europie, podpisując kontrakt z Pamesa Valencia latem 2009.
Przed sezonem 2012/13 zdecydował się na przejście do NBA i podpisał kontrakt z San Antonio Spurs.
20 lutego 2014 De Colo został wytransferowany do Toronto Raptors w zamian za Austina Daye’a.
5lipca 2019 został zawodnikiem tureckiego Fenerbahçe SK.

## Osiągnięcia
Stan na 9 sierpnia 2021, na podstawie, o ile nie zaznaczono inaczej.

### Zespołowe
- Mistrz:
  - Euroligi (2016[8], 2019[9])
  - Rosji/VTB (2015–2019)
  - Eurocupu (2010)
- Wicemistrz:
  - NBA (2013)[10]
  - Turcji (2021)
- Brąz Euroligi (2015, 2017)
- Zdobywca pucharu:
  - Turcji (2020)
  - Liderów Francji (2008)
- Finalista:
  - Pucharu Francji (2008)
  - superpucharu:
    - Hiszpanii (2010)
    - Turcji (2019)

### Indywidualne
- MVP:
  - Euroligi (2016)
  - Final Four Euroligi (2016)
  - VTB (2015, 2016, 2018)
  - play-off VTB (2017)
  - Francuski ligi Pro A (2008)
  - francuskiego All-Star Game (2007)[11]
  - Pucharu Liderów (2008)
  - miesiąca Euroligi (styczeń 2015)
- Zaliczony do:
  - I składu:
    - Euroligi (2016, 2017)[12]
    - EuroCup (2010)

  - II składu:
    - Euroligi (2015, 2019[13], 2021)
    - NBA D-League Showcase (2014)

  - składu dekady Euroligi 2010–2020 (2020)[14]
- Laureat:
  - Alphonso Ford Trophy (2016)
  - Alain Gilles Trophy (2015, 2016)
- Największy postęp ligi francuskiej (2008)
- Uczestnik meczu gwiazd:
  - Eurochallenge (2008)
  - VTB (2017[15], 2018[16], 2019[17])
  - ligi:
    - francuskiej LNB Pro A (2007, 2008)
    - tureckiej (2020)[18]
- Lider:
  - strzelców:
    - Euroligi (2016)
    - finałów Euroligi (2016)

  - Euroligi w skuteczności rzutów wolnych (2011)

### Reprezentacja
- Mistrz Europy (2013)
- Wicemistrz:
  - olimpijski (2020)[19]
  - Europy (2011)
- Brązowy medalista mistrzostw Europy (2015)
- Zwycięzca turnieju London Invitational (2011)
- Uczestnik:
  - mistrzostw:
    - świata (2010 – 13. miejsce)
    - Europy (2009 – 5. miejsce, 2011, 2013, 2015, 2017 – 12. miejsce)
    - Europy U–20 (2007 – 9. miejsce)

  - igrzysk olimpijskich (2012 – 6. miejsce, 2016 – 6. miejsce)
- Zaliczony do I składu mistrzostw Europy (2015)
- Lider igrzysk olimpijskich w skuteczności rzutów wolnych (2016 – 100%, 2020 – 90,9%)[20][21]
- Współlider igrzysk olimpijskich w skutecznosci rzutów wolnych (2024 – 100%)[22]